# Urigoiti
Urigoiti es una entidad de población española del municipio de Orozco, perteneciente a la provincia de Vizcaya, en la comunidad autónoma del País Vasco.

## Toponimia
El lugar puede aparecer referido con las grafías «Urigoiti» y «Urgoiti».

## Historia
Hacia finales del siglo XIX, el lugar, ya por entonces perteneciente a Orozco, tenía contabilizada una población de alrededor de noventa habitantes. Aparece descrito en el décimo volumen del Diccionario geográfico, estadístico, histórico, biográfico, postal, municipal, marítimo y eclesiástico de España y sus posesiones de ultramar de Pablo Riera y Sans con las siguientes palabras:

URIGOITI ó URGOITI.—L. agreg. al municipio de Orozco, cuya casa consistorial está en el b. de Zubiaur, otro de los que forman este ayunt. y del que dista la localidad que describimos 9'2 k. Cuenta sobre unos 90 hab. y 31 edif., de los que 9 están inhabitados.—Org. civ. Corresponde á la prov. de Vizcaya y contribuye, con su ayunt., para las elecciones de diputados provinciales y las de Córtes.—Org. mil. C. G. de las Provincias Vascongadas y C. M. de Vizcaya.—Org. ecle. Pertenece á la dióc. de Vitoria y al arciprestazgo de Durango. Tiene una iglesia parroquial dedicada á San Lorenzo, cuyo curato es de la categoría rural de 2.ª.—Org. jud. Hállase adscrito al part. jud. de Durango, á la aud. de lo criminal de Biblao y á la territ. de Búrgos.—Org. econ. Para el pago de contr. depende, como su ayunt., de la Delegacion de Hacienda de su prov.—S. púb. Recibe y expide la corr. por la A. de Bilbao á Castejon, estacion y pt. de Areta y car. de Orozco.—Ob. púb. y med. de com. Para sus transportes y relaciones utiliza los caminos que cruzan su tér.—Ins. púb. De fondos del municipio se costea una escuela temporera para los dos sexos.—Art., of., ind. Su ind. es la agrícola.—Pob. Nada de notable ofrecen sus edif. — Sit. geog. y top. (Véase su ayunt.).
(Riera y Sans, 1886, p. 745)

En 2022, la entidad singular de población tenía empadronados 55 habitantes y el núcleo de población, los mismos.

## Patrimonio

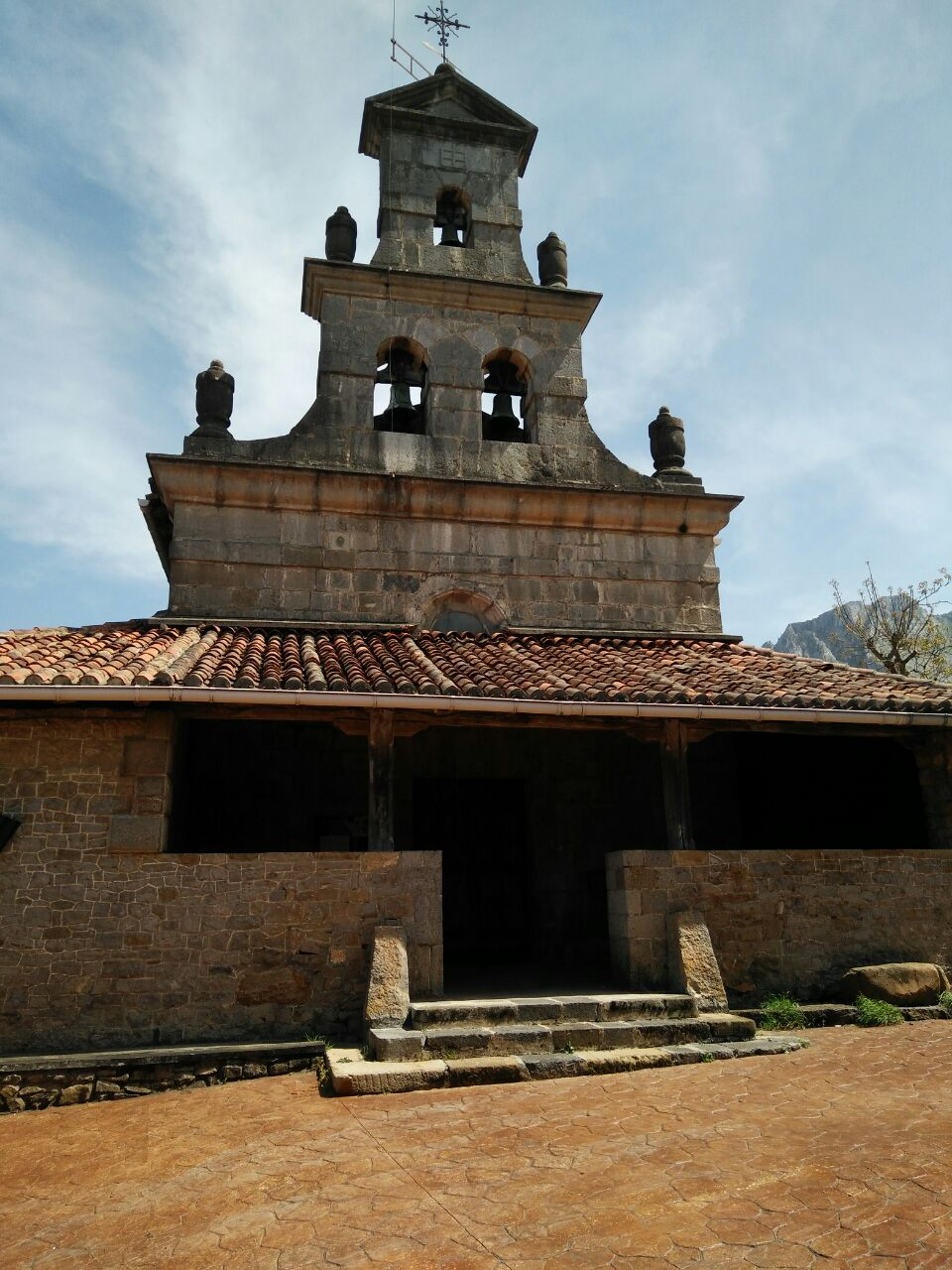
Vista de la iglesia de San Lorenzo

Hay en el lugar una iglesia de San Lorenzo.